# SaGa Frontier 2
 (mars 2020).
Si vous disposez d'ouvrages ou d'articles de référence ou si vous connaissez des sites web de qualité traitant du thème abordé ici, merci de compléter l'article en donnant les références utiles à sa vérifiabilité et en les liant à la section « Notes et références ».
SaGa Frontier 2 (サガ フロンティア 2, Saga Furontia Tsū) est un jeu vidéo de rôle sur PlayStation développé par Square. Il fait partie de la série de jeux nommée SaGa. D'abord sorti au Japon en avril 1999, une version anglaise est rendue disponible en Amérique du Nord en janvier 2000 ; les autres versions (européennes, australiennes, etc.) suivent en mars de la même année.

## Présentation
Le développement du jeu a été supervisé par Akitoshi Kawazu, créateur original de la série SaGa. D'ailleurs, comme c'était déjà le cas dans les autres jeux de la série, le gameplay est en grande partie non-linéaire, offrant au joueur de multiples pistes à suivre afin de terminer la partie.
Les décors sont basés sur un style graphique unique pour l'époque à laquelle le jeu est sorti puisque les personnages et toiles de fonds sont réalisés à la main puis mis en couleurs à l'aquarelle et enfin numérisés. L'animation des personnages bénéficie par ailleurs d'un bon système de scrolling.
Le jeu se situe dans un univers médiéval à l'accent germanique, notamment au niveau des noms de lieux et de personnages.
De nombreux personnages sont jouables, mais l'intrigue se divise principalement en deux histoires : celle de Gustave XIII, dit « Gus », héritier royal qui échoue à son épreuve d'intronisation et qui se retrouve exilé, luttant pour reconquérir le pouvoir ; et celle de William Knights, dit « Wil », jeune chasseur de trésor qui enquête sur le décès de ses parents tout en recherchant le mythique et mystérieux "Œuf". Les deux scénarios prennent place sur trois générations des familles des héros, s'imbriquant finalement pour dévoiler un complot plus vaste où le sort du monde est en jeu.